# Liza vaigiensis
Liza vaigiensis is een straalvinnige vissensoort uit de familie van harders (Mugilidae). De wetenschappelijke naam van de soort is voor het eerst geldig gepubliceerd in 1825 door Quoy & Gaimard.

## Verspreiding en leefgebied
Deze vrij grote vis is te vinden in vele delen van de wereld, maar wordt meestal gevonden tussen Australië en Rusland. De ideale habitat bestaat uit lagunes, riffen, estuaria, en ondiep water, die worden omringd door zandige oevers. Hoe ondieper het water is, hoe kleiner de kans dat de vis het slachtoffer zal worden van grotere vissen. Op een grotere schaal verkiest de vis warmere wateren. Volgens de Encyclopedia of Life is de vis doorgaans te vinden op ± 30 graden breedtegraad van de evenaar. Wateren in dit gebied kunnen erg heet worden, maar de vis kan zich heel goed aanpassen aan de temperatuursverandering.